# Tamara Romero
Ixchebel Tamara Romero García (Álvaro Obregón, Ciudad de México, 22 de octubre de 1990) es una futbolista profesional mexicana que jugó como centrocampista en el Mazatlán F.C. de la Liga MX Femenil, posteriormente formó parte del Club Querétaro Femenil, en el 2023 ingresó  al Club Pachuca Femenil como futbolista, mismo club en el cual asumió el cargo que tiene a la actualidad  como "Delegada Deportiva del Club Pachuca Femenil".

## Biografía
Tamara Romero García juega futbol desde la edad de 6 años. Ella misma recuerda que de pequeña se integró a fuerzas básicas con equipos varoniles:

A los seis años me incorporé con equipos varoniles de fuerzas básicas de Atlante, Cruz Azul, Jaguares, Veracruz, entre otros. A los nueve años mi mamá me llevó al programa Diálogos en Confianza, ahí es donde se da la oportunidad para integrarme a mi primer equipo femenil “Club Laguna”.
Tamara Romero

Más tarde, cuando comenzó a trabajar en la corporación federal, continuó sus aspiraciones deportivas. Eso la llevó a viajar al extranjero y obtener la medalla Mundial de Bomberos y Policías en dos ocasiones con el equipo Investigadoras de la Policía Federal.
Llegó a los Gallos Blancos del Querétaro buscando debutar, y el director técnico Marco Zamora la eligió para integrarse al plantel. Ha sido orientada deportivamente por Andrés Guardado.
En el equipo femenil Gallos Blanco comenzó portando el número 20. Combina su carrera deportiva con su labor en la Policía Federal, donde es parte del área de Fomento Deportivo.